# سوزان نورتن
سوزان نورتن (بالإنجليزية: Susan Stockdale)‏ هي لاعبة الجسر ‏ بريطانية، ولدت في 23 مايو 1983.